# Гамаза Віталій Леонідович
Віталій Леонідович Гама́за (нар. 9 червня 1926, Мартоноша) — український різьбяр; заслужений майстер народної творчості УРСР з 1984 року.

## Біографія
Народився 9 червня 1926 року в селі Мартоноші (нині Новоукраїнський район Кіровоградської області, Україна). Батько Леонід Мойсейович і старші брати Микола й Петро столярували, мати, Віра Леонтіївна, була домогосподаркою.
У Червоній армії з 1944 року. Брав участь у радянсько-японській війні. Нагороджений орденом Вітчизняної війни ІІ ступеня (6 квітня 1985).
Після війни переїхав до Благовєщенська. У 1950-х роках, разом з батьками приїхав до Черкас. Працював у столярному цеху.

## Творчість
Працював з деревиною, кістками та рогами. Оздобляв вироби народними орнаментами, традиційними елементами декору. Виготовляв сувеніри з олімпійською символікою. Серед робіт:
- «Малий Тарас» (1978);
- «Стоїть одна-однісінька хата» (1979);
- «Кобзар із поводирем» (1979);
- «Рисаки» (1979);
- «Вічний вогонь» (1980);
- «Фігуристка» (1980);
- «Щасливе дитинство» (1981);
- «Танковий бій» (1982).